# St.-Birgitta-Kapelle (Kapelludden)

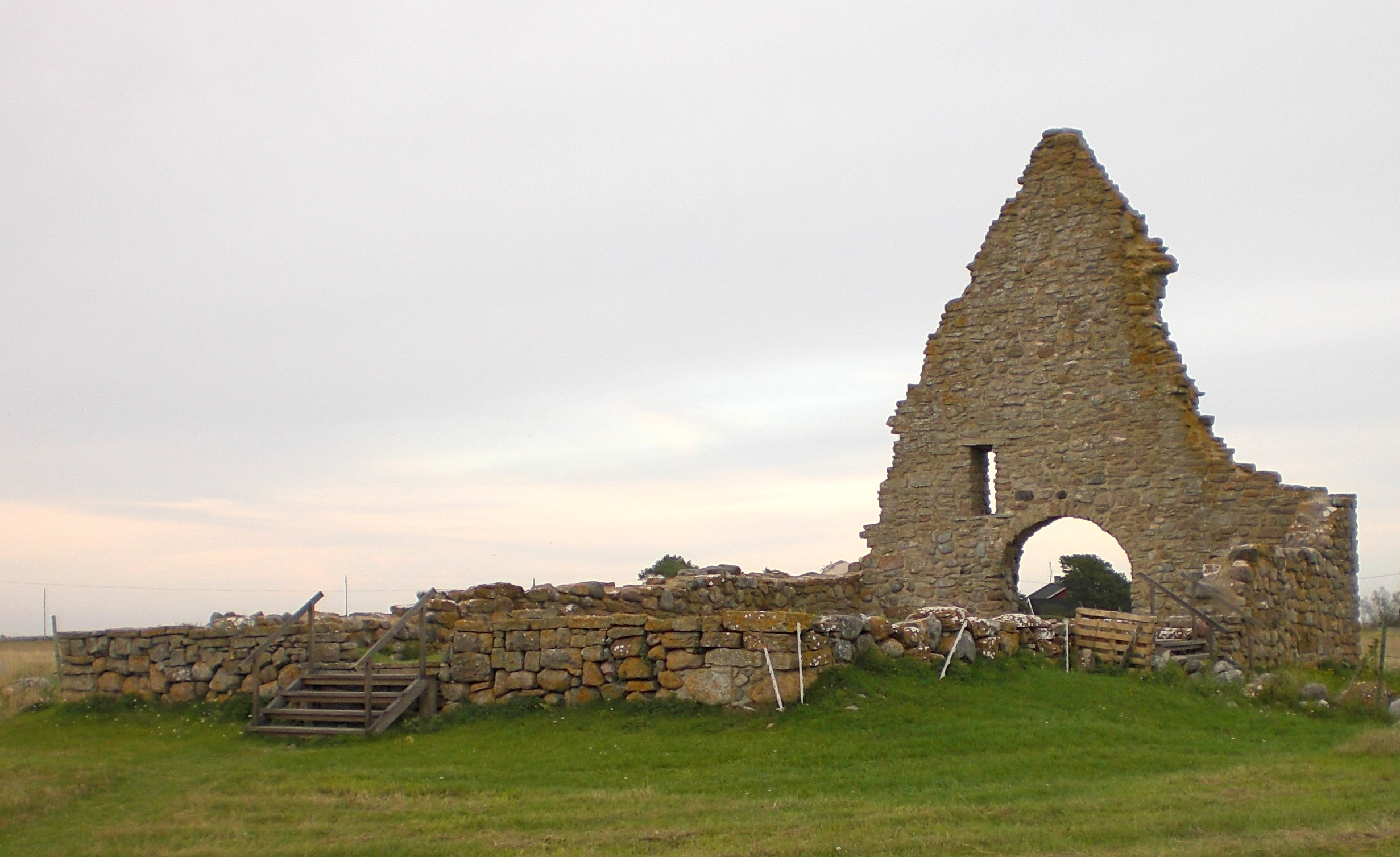
Ruine der Sankt-Birgitta-Kapelle

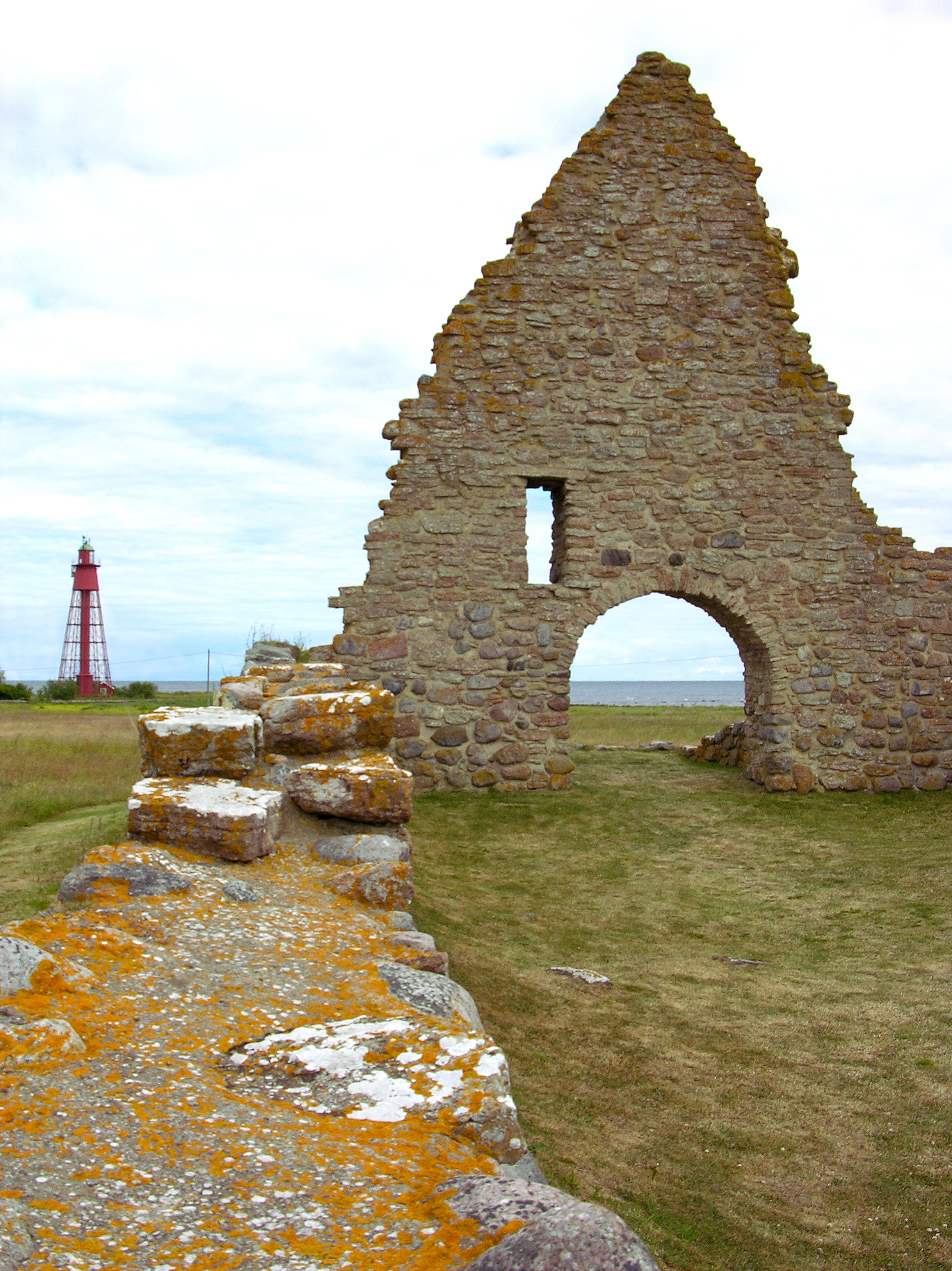

Die Sankt-Birgitta-Kapelle war eine christliche Kapelle im Dorf Sikavarp auf der zur schwedischen Ostseeinsel Öland gehörenden Landzunge Kapelludden. Von der Kapelle ist nur eine Ruine erhalten.

## Geschichte
Die Kapelle entstand im 13. Jahrhundert und war die größte Kapelle Ölands. Sie wurde der Heiligen Birgitta geweiht, nachdem während der Überführung der sterblichen Überreste der Heiligen von Rom nach Vadstena der Leichnam im Jahr 1374 in Sikavarp an Land gebracht worden war. Zuvor war die Kirche vermutlich der keltischen Heiligen Brigida von Kildare geweiht.
Die Kapelle hatte eine Länge von 27 Metern und eine Breite von 12 Metern. Die Motivation zum Bau dürfte entstanden sein, als der Handelsplatz Sikavarp erblühte und immer mehr Menschen anzog. Die Kapelle sollte auch größere Gottesdienste in Handelszeiten ermöglichen.
Mit dem Ende Sikavarps als Handelsplatz verfiel auch die Kapelle. Während eines Wintersturms im Jahr 1914 brach die bis dahin noch vorhandene Südwand zusammen. Heute ist vor allem die nördliche Wand noch erhalten.